# Ikusaka
Ikusaka (生坂村 Ikusaka-mura?) es una villa en la prefectura de Nagano, Japón, localizada en la parte central de la isla de Honshū, en la región de Chūbu. El 1 de marzo de 2021 tenía una población estimada de 1639 habitantes y una densidad de población de 48 personas por km².

## Geografía
Ikusaka se encuentra en la parte central de la prefectura de Nagano, en una garganta del río Sai.

## Historia
Durante el período Edo el área de la actual Ikusaka era parte de la provincia de Shinano, dentro de las propiedades del dominio Matsumoto. La villa de Ikusaka fue establecida el 1 de abril de 1889.

## Economía
La economía de la villa se basa en la agricultura, con la uva como cultivo principal.

## Demografía
Según los datos del censo japonés, la población de Ikusaka ha estado disminuyendo en los últimos 50 años.
| Gráfica de evolución demográfica de Ikusaka entre 1960 y 2015 |
|                                                               |
| Oficina de Estadística de Japón                               |